# Philippe Hurel
Philippe Hurel, né le 24 juillet 1955 à Domfront, est un compositeur de musique contemporaine français également directeur artistique de l'ensemble Court-Circuit.

## Biographie

### Formation
Après des études de violon, d'analyse, d'écriture et de musicologie au conservatoire et à l’université de Toulouse, Philippe Hurel étudie au Conservatoire national supérieur de musique de Paris en composition et en analyse dans les classes d’Ivo Malec et Betsy Jolas[source insuffisante].
Il participe ensuite aux travaux de la Recherche musicale à l'Institut de recherche et coordination acoustique/musique en 1985-1986 puis en 1988-1989.

### Carrière de compositeur
Philippe Hurel est pensionnaire de la villa Médicis à Rome de 1986 à 1988[source insuffisante].
En 1995, il reçoit le Siemens-Stiftung-Preis à Munich pour ses Six Miniatures en Trompe-l’œil[source insuffisante].
Il est en résidence à l’Arsenal de Metz et à la Philharmonie de Lorraine de 2000 à 2002.
Il reçoit le prix Sacem des compositeurs en 2002 et le prix Sacem de la meilleure création de l’année en 2003 pour Aura[source insuffisante].
En 2014, son premier opéra Les Pigeons d'argile sur un livret de Tanguy Viel est créé au théâtre du Capitole de Toulouse.
Ses œuvres, éditées par Gérard Billaudot Éditeur et les éditions Henry Lemoine, ont été interprétées par de nombreux ensembles et orchestres sous la direction de chefs tels que Pierre Boulez, François-Xavier Roth, Pierre-André Valade, David Robertson, Ludovic Morlot, Jonathan Nott, Esa-Pekka Salonen, Jean Deroyer, Kent Nagano, Lorraine Vaillancourt et Reinbert de Leeuw[source insuffisante].

### Autres activités
En 1991 il fonde avec Pierre-André Valade l'ensemble Court-Circuit dont il est toujours[Quand ?] directeur artistique[source insuffisante].
Philippe Hurel enseigne à l’Institut de recherche et coordination acoustique/musique dans le cadre du cursus d’informatique musicale et de composition de 1997 à 2001[source insuffisante].
De 2013 à 2017, il est professeur de composition au Conservatoire national supérieur de musique et de danse de Lyon,[source insuffisante].
Il est président du Syndicat français des compositrices et compositeurs de musique contemporaine à partir de juin 2020 puis président d'honneur depuis mars 2021.

## Œuvres

### Musique de chambre
- En spirale pour clarinette. 2021. Commande de l'Ensemble intercontemporain et Radio France.
- Autour pour piano. 2021. 15 min. Commande de Radio France pour le Festival Présences.
- En filigrane quatuor à cordes. 2018-19. 18'30. Commande de Michèle Gagliano, Ircam et quatuor Tana.
- Ritual Trio pour trois percussions. 2018. 14 min. Commande des Percussions de Strasbourg.
- D'autre part pour quatuor à cordes. 2018. 16 min. Commande du Quatuor Diotima, de la Scène nationale d'Orléans et de ProQuartet.
- Trois études pour Atlanta pour flûte et percussion. 2017. Commande de Matthieu Clavé.
- Entre les lignes pour quatuor à cordes. 2017. 20 min. Commande de Westdeutscher Rundfunk.
- Inserts - Hommage à Pierre Boulez pour sept violoncelles. 2015. 4 min. Commande de la Philharmonie de Paris.
- Trait pour violon. 2014. 8 min. Commande de Musique nouvelle en liberté.
- Trait d'union pour violon et violoncelle. 2013. 10 min.
- Loops I pour guitare électrique. 2012.
- Stretta pour orgue et deux trombones. 2009. 11 min.
- L'Âme en fête pour deux violons. 2009. 3 min.
- Recueil pour alto et percussion. 2009.
- À bâtons rompus pour saxophone et percussion. 2008.
- D'un trait - Trentemps (qui passe) pour violoncelle. 2007.
- Loops V pour carillon. 2005. 5 min.
- Loops IV pour marimba. 2005. 9 min. Commande du festival Aujourd'hui Musiques de Perpignan.
- Ritornello in memoriam Luciano Berio pour flûte et piano. 2003. 17 min. Commande d'Anne-Cécile Cuniot.
- Loops III pour deux flûtes. 2003. 11 min.
- Loops II pour vibraphone. 2001. 9 min.
- Loops I pour flûte. 1999. 6 min.
- Tombeau in memoriam Gérard Grisey pour piano et percussion. 1999. 13 min.
- Opcit pour clarinette. 1993. 10 min. Commande de Barbara et Luigi Polla.
- Pavino et Sanina pour flûte. 1990. 3 min.
- Opcit pour saxophone ténor. 1984. 10 min.
- Éolia pour flûte. 1981. 7 min.

### Musique d'ensemble
- So nah so fern II pour ensemble de sept musiciens. 2022. 15 min. Commande de l'Ensemble Court-Circuit et du Meitar Ensemble.
- So nah so fern I pour ensemble de sept musiciens. 2016. 15 min. Commande de Spectra Ensemble.
- Global corrosion pour saxophone, guitare électrique, percussion et piano. 2016. 21 min.
- Pas à pas pour flûte, hautbois, clarinette, percussion et piano. 2015. 17 min. Commande de l'Ensemble Recherche.
- Localized corrosion pour saxophone, guitare électrique, percussion et piano. 2009. Commande de l'Ensemble Nikel.
- Interstices pour piano et trois percussions. 2009. 14 min. Commande du Concours international de piano d'Orléans et des Percussions de Strasbourg.
- Phasis pour saxophone et ensemble de treize musiciens. 2008. 17 min. Commande du Berlinerfestpiel-Maerzmusik et ville de Warburg.
- Step pour flûte, clarinette, percussion et piano. 2007. 12 min. Commande de Face pour le New York new music ensemble.
- Aura pour piano et ensemble de vingt-six musiciens. 2006. 21 min. Commande de l'Ensemble intercontemporain.
- Trois études mécaniques pour ensemble de dix-neuf musiciens. 2004. 17 min.
- Écart en temps pour six percussionnistes. 2001. Commande de Radio France et des Percussions de Strasbourg.
- Figures libres pour flûte, hautbois, clarinette, violon, alto, violoncelle, percussion et piano. 2000. 18 min. Commande de Barbara et Luigi Polla.
- Quatre Variations pour percussion et de dix-sept ensemble. 2000. 18 min.
- ...à mesure pour flûte, clarinette, violon, violoncelle, vibraphone et piano. 1996. 14 min. Commande de Radio France et de l'Ensemble Court-Circuit.
- Kits pour six percussionnistes et support enregistré. 1995. 16 min. Commande du ministère de la Culture.
- Pour Luigi pour flûte, clarinette, violon, violoncelle et piano. 1994. 15 min. Commande de Barbara et Luigi Polla.
- Six miniatures en trompe-l'œil pour ensemble de quatorze musiciens. 1991. 23 min. Commande de l'Ensemble intercontemporain et de la Fondation Crédit lyonnais.
- Pour l'image pour ensemble de quatorze musiciens. 1986. 12 min.
- Trames pour onze cordes. 1981. 11 min.

### Musique orchestrale et concertante
- Chorus pour flûte et orchestre. 2023. Commande de Bochumer Symphoniker. Création avril 2024 à Bochum
- Nuit de lune pour orchestre. 2022-23. Commande de l' Orchestre de Chambre Nouvelle Aquitaine.
- Volutes pour hautbois et orchestre. 2021. Commande de Radio France et de Buffet Crampon.
- Quelques traces dans l'air pour clarinette et orchestre. 2018. 22 min. Commande du Staatstheaters Cottbus, de l'Orchestre régional de Normandie et de Buffet Crampon.
- Tour à tour II - La rose des vents pour orchestre et électronique. 2015. 14 min.
- Tour à Tour III - Les rémanences pour orchestre. 2012. 24 min. Commande du Printemps des Arts de Monaco.
- Praeludium pour orchestre. 2008. 4 min.
- Tour à Tour I - L'envol pour orchestre. 2008. 21 min.
- Phonus ou la voix du faune pour flûte et orchestre. 2004. 21 min. Commande de Barbara et Luigi Polla.
- Aura pour piano et orchestre. 2002. 20 min.
- Flash-Back pour grand orchestre. 1998. 17 min.
- Mémoire vive pour grand orchestre. 1989. 19 min. Commande du ministère de la Culture.
- Memento pour Marc pour orchestre. 1983. 16 min.

### Musique vocale et scénique
. Soulèvement(s) pour soprano et ensemble. 2024. Commande de l'Eoc avec l'aide à l'écriture du Ministère de la Culture. Création Opéra de Saint-Etienne 20 février 2025 - Hélène Walter, soprano - Eoc, direction Bruno Mantovani.
- Périple pour soprano, clarinette basse, accordéon et deux percussions sur des textes de Tanguy Viel. 2019-2020. Commande de la Philharmonie de Paris et du trio K/D/M.
- Les pigeons d'argile, opéra sur un livret de Tanguy Viel. 2013. 1 h 40. Commande du Théâtre du Capitole de Toulouse.
- Espèces d'espaces, pièce de théâtre musical pour soprano, acteur, ensemble et électronique sur un texte de Georges Perec. 2012.
- Cantus, hommage à Georges Perec pour soprano et ensemble de six musiciens. 2006. 23 min.
- Non-Dit pour chœur mixte. 2005. 7 min.
- La célébration des invisibles, mélodrame pour six percussions, chœur et théâtre d'ombres sur un texte de Philippe Raymond-Thimonga. 1992. 45 min. Commande du ministère de la Culture et des Percussions de Strasbourg.

### Musique mixte
- En Filigrane pour quatuor à cordes et électronique. 2019. 18 min. Commande de l'Institut de recherche et coordination acoustique/musique et du Quatuor Tana.
- Tour à tour II - La rose des vents pour orchestre et électronique. 2015. 14 min.
- Plein-jeu pour accordéon et électronique. 2010. 12 min. Commande du Centre international de création musicale.
- Hors-Jeu pour percussion et électronique. 2006. 15 min. Commande de Radio France et de l'Institut de recherche et coordination acoustique/musique.
- Leçon de choses pour ensemble de douze musiciens et dispositif électronique. 1993. 12 min. Commande de l'Institut de recherche et coordination acoustique/musique.
- Rémanencespour clarinette basse, saxophone ténor, cor, tuba et deux synthétiseurs. 1992. 12 min. Commande de l'Ensemble Interface.
- Fragment de lune pour ensemble de treize musiciens et dispositif électronique. 1986. 19 min. Commande de l'Institut de recherche et coordination acoustique/musique.
- Diamants imaginaires, diamant lunaire pour ensemble de vingt musiciens et dispositif électronique. 1986. 19 min. Commande de l'Ensemble Musique oblique.

### Musique pédagogique
- Deuxième improvisation « à Thibault » pour petit orchestre. 1991. 7 min.
- Première improvisation « à Raphaële » pour petit orchestre. 1990. 5 min.
- Bacasax pour saxophone et piano. 1990. 6 min. Commande du ministère de la Culture.
- Funky Studies pour cornet. 1987. 5 min. Commande du Conservatoire national supérieur de musique de Paris.
- Altomobile pour alto. 1985. 4 min.
- Musica 2 pour basson et piano. 1984. 2 min.

## Discographie
- Cd Compositeurs d’aujourd’hui - Universal - Six miniatures en trompe-l’œil, Opcit, Leçon de choses, Pour l’image - Eic - direction Ed Spanjaard - Alain Damien, clarinette
- Cd Flash-back... - Aeon - …à mesure - Flash-Back  - Tombeau in memoriam Gérard Grisey - Pour Luigi. - Bernhard Kontarsky (Orchestre de Paris), Pierre-André Valade (Ensemble Court-circuit) - Jean Geoffroy (percussion) - Jean-Marie Cottet (piano).
- Cd  LOOPS Nocturne Label soupir HL Production : Ritornello - Loops II -  Loops III – Tombeau - Loops I, Juliette Hurel, Sophie Dardeau, Anne-Cécile Cuniot, Jean-Marie Cottet, Jean Geoffroy
- Cd PHONUS Nocturne Label Plus Loin  HL Production
- Cd TRAITS  Label Motus : Alexis Descharmes, Alexandra Greffin-Klein, Elise Chauvin, Pascal Contet, ensemble Court-circuit, direction Jean Deroyer

Phonus pour flûte et orchestre - Figures libres pour huit musiciens - Quatre variations pour percussion et ensemble  
Orchestre Philharmonique d’Oslo - Court-circuit (Paris) - – Argento Ensemble (New York) 
Direction Christian Eggen, - Pierre-André Valade – Michel Galante
Flûte, Benoît Fromanger -  Percussion, Matt Ward